# POSSIBILITY (中森明菜のアルバム)
『POSSIBILITY』（ポシビリティ）は、日本の歌手中森明菜の6枚目のスタジオ・アルバム。このアルバムは1984年10月10日にワーナー・パイオニア（現：ワーナーミュージック・ジャパン）よりリリースされた (LP: L-12592, CT: LKF-8092)。

## 概要
『POSSIBILITY』は、中森の8枚目のシングル「サザン・ウインド」、9枚目のシングル「十戒 (1984)」を収録した7枚目のアルバムである。本作のディスクジャケットにも"7th ALBUM"と表記されている。スタジオ・アルバムとしては通算6枚目で、1984年に発表した2枚目となるスタジオ・アルバムである。このアルバムは1984年10月10日に、LP (L-12592)、CT (LKF-8092)の2形態で同時発売された。同年10月25日には、CD (35XL-47)でも発売された。
本作のプロデュースは、前作『ANNIVERSARY』に引き続き島田雄三が担当した。
レコーディングは、アオイスタジオ、チェリーアイランドスタジオで行われた。本作は主に、この時期までに中森のシングル作品を担当してきた作家陣が手掛けている。
本作10曲目には7枚目のシングル「北ウイング」の続編曲「ドラマティック・エアポート -北ウイング Part II-」が収録されている。
本作収録楽曲は、1985年7月6日より開催された全国コンサート・ツアー『BITTER & SWEET』で披露された。

## シングル
「サザン・ウインド」が、本作からのリード・シングルとして1984年4月11日に発売された。この楽曲は1984年のオリコン年間シングルチャートでトップテン入りを果たした。続いて本作から2枚目となったシングル「十戒 (1984)」が、同年7月25日に発売された。この楽曲も、同社年間シングルチャートにてトップテン入りを果たした。同年12月15日には、本作の4曲目「リ・フ・レ・イ・ン」が、シングル「北ウイング／リ・フ・レ・イ・ン」として発売された。この楽曲は、TBS系スペシャルドラマ『恋はミステリー劇場』のエンディング・テーマに採用された。

## 批評
『CDジャーナル』は、本作について「ジャケットのきわどい雰囲気の写真そのままに、大人びた女を感じさせる曲で構成されている。」と批評した。『Hotwax presents 歌謡曲 名曲名盤ガイド 1980's』の馬飼野元宏は、本作の収録楽曲はシングル楽曲を連想させ、その路線を進めたものであると楽曲について指摘し、「彼女のこれまでの歩みを総括した作品集で、シンガーとしての安定した力量を堪能できる。」と批評した。

## 記録
本作はオリコン週間LPチャートの1984年10月22日付で初登場し、最高順位1位を記録、以降翌週の1984年10月29日付まで2週連続で1位を獲得した。1984年のオリコン年間アルバムチャートでは18位を記録した。

## 収録曲
| #  | タイトル                     | 作詞       | 作曲       | 編曲                                  | 時間 |
| -- | ---------------------------- | ---------- | ---------- | ------------------------------------- | ---- |
| 1. | 「サザン・ウインド」         | 来生えつこ | 玉置浩二   | 瀬尾一三                              | 3:52 |
| 2. | 「秋はパステルタッチ」       | 来生えつこ | 高中正義   | 高中正義 瀬尾一三（コーラスアレンジ） | 4:08 |
| 3. | 「October storm ―十月の嵐―」 | 康珍化     | 林哲司     | 萩田光雄                              | 3:33 |
| 4. | 「リ・フ・レ・イ・ン」       | 松井五郎   | 松田良     | 萩田光雄                              | 4:57 |
| 5. | 「地平線」                   | 来生えつこ | 来生たかお | 萩田光雄                              | 4:20 |

| #         | タイトル                                           | 作詞       | 作曲       | 編曲               | 時間  |
| --------- | -------------------------------------------------- | ---------- | ---------- | ------------------ | ----- |
| 6.        | 「哀愁のMidnight」                                 | 有川正沙子 | 玉置浩二   | 萩田光雄           | 4:09  |
| 7.        | 「十戒 (1984)」                                    | 売野雅勇   | 高中正義   | 高中正義・萩田光雄 | 3:35  |
| 8.        | 「白い迷い」                                       | 来生えつこ | 来生たかお | 萩田光雄           | 4:16  |
| 9.        | 「Blue Misty Rain」                                | 有川正沙子 | 松田良     | 萩田光雄           | 3:42  |
| 10.       | 「ドラマティック・エアポート―北ウイング Part II―」 | 康珍化     | 林哲司     | 萩田光雄           | 4:11  |
| 合計時間: | 合計時間:                                          | 合計時間:  | 合計時間:  | 合計時間:          | 40:43 |

| #         | タイトル                                 | 作詞      | 作曲       | 編曲      | 時間  |
| --------- | ---------------------------------------- | --------- | ---------- | --------- | ----- |
| 11.       | 「夢遙か」(「サザン・ウインド」B面)      | 庄野真代  | 小泉まさみ | 萩田光雄  | 3:46  |
| 12.       | 「これからNaturally」(「十戒(1984)」B面) | SEYMOUR   | 三室のぼる | 若草恵    | 4:25  |
| 合計時間: | 合計時間:                                | 合計時間: | 合計時間:  | 合計時間: | 49:04 |

## クレジット
『POSSIBILITY』のライナー・ノーツより
ミュージシャン
| - 倉田信雄：キーボード (M-1) - 山田秀俊：キーボード (M-1) - 田代真紀子：キーボード (M-1) - 岡沢茂：E.ベース (M-1) - 滝本季延：ドラムス (M-1) - 矢島賢：E.ギター (M-1、4-5、7、9) - 松原正樹：E.ギター (M-1、3、6、8、10) - 吉川忠英：A.ギター (M-1) - 斉藤ノブ：パーカッション (M-1) - JOEストリングス：ストリングス (M-1) - 数原晋：トランペット (M-1、9) - 小林正弘：トランペット (M-1) - 新井英治：トロンボーン (M-1、9) | - ジェイク：サクソフォーン (M-1、9) - イブ：コーラス (M-1、2、4、6-7、9-10) - 高中正義：DSX、OB-8、DMX (M-2)、E.ギター (M-2、7)、キーボード、CMI (M-7) - 大谷和夫：キーボード (M-3、5、10) - 西本明：キーボード (M-3、6、8、10) - 富倉安生：E.ベース (M-3-4、6、8、9-10) - 島村英二：ドラムス (M-3、10) - 鳥山雄司：E.ギター (M-3、10) - 矢島真紀子：キーボード (M-4、9) - 富樫春生：キーボード (M-4-5、7、9) - 青山純：ドラムス (M-4、9) - 谷康一：A.ギター (M-4-6、8) | - 鳴島英治：パーカッション (M-4、6、8-9) - 加藤グループ：ストリングス (M-4-8、10) - 山川恵子：ハープ (M-4-5) - 高水健司：E.ベース (M-5) - 山木秀夫：ドラムス (M-5) - 山川恵津子：コーラス (M-5、8) - 比山清：コーラス (M-5、8) - 木戸泰弘：コーラス (M-5、8) - 岡本郭男：ドラムス (M-6、8) - 石橋雅一：オーボエ (M-8) - 横山均：トランペット (M-9) - 淵野繁雄：サクソフォーン (M-9) |

スタッフ
| - プロデューサー：島田雄三 - エンジニア：石崎信郎、諸鍛冶辰也 - アシスタント・エンジニア：HIROYUKI SATO、MASAO OSAKA - リミックス：萩田光雄、石崎信郎 - 録音：アオイスタジオ、チェリーアイランドスタジオ | - Mixed & Mastered at ワーナー・パイオニア・スタジオ - マスタリング・エンジニア：石崎信郎、小林光晴 - アート・ディレクション：持田恭男 - 撮影：清水清太郎 - スタイリスト：東野邦子 - ヘア・ドレッシング&メークアップ：JUN TOGASHI | - プロモーション・スタッフ：田中良明、畠山政行 - プロダクション・コーディネーター：北村篤識 - アソシエイト・プロダクション・コーディネーター：太田晶子 - マネジメント：研音（茅根浩康、名幸房則、柳沢秀昭、森山みどり） |

## リリース履歴
| 発売日         | レーベル                                   | 規格                       | 品番         | 備考                                                |
| -------------- | ------------------------------------------ | -------------------------- | ------------ | --------------------------------------------------- |
| 1984年10月10日 | リプリーズ・レコード/ ワーナー・パイオニア | LP                         | L-12592      |                                                     |
| 1984年10月10日 | リプリーズ・レコード/ ワーナー・パイオニア | CT                         | LKF-8092     |                                                     |
| 1984年10月25日 | リプリーズ・レコード/ ワーナー・パイオニア | CD                         | 35XL-47      |                                                     |
| 1985年8月25日  | リプリーズ・レコード/ ワーナー・パイオニア | CD                         | 32XL-105     | 廉価盤、色分けビニール帯                            |
| 1991年6月17日  | リプリーズ・レコード/ ワーナー・パイオニア | CD                         | WPCL-416     | 廉価盤、紙帯                                        |
| 1996年4月25日  | リプリーズ・レコード/ ワーナー・パイオニア | CD                         | WPC6-8187    | 音泉1500シリーズ、Q盤                               |
| 2006年6月21日  | リプリーズ・レコード/ ワーナー・パイオニア | CD、デジタル・ダウンロード | WPCL-10282   | 紙ジャケット仕様完全生産限定盤                      |
| 2006年7月5日   | リプリーズ・レコード/ ワーナー・パイオニア | デジタル・ダウンロード     | N/A          | [ 21 ]                                              |
| 2012年8月22日  | リプリーズ・レコード/ ワーナー・パイオニア | SACD/CDハイブリッド        | WPCL-11140   | 紙ジャケット仕様完全生産限定盤                      |
| 2018年6月6日   | リプリーズ・レコード/ ワーナー・パイオニア | LP                         | WPJL-10089   | 高音質180g重量盤                                    |
| 2022年12月21日 | リプリーズ・レコード/ ワーナー・パイオニア | 2CD                        | WPCL-13440/1 | オリジナル・カラオケ付 2022ラッカーマスターサウンド |

## セルフカバー
このアルバムの提供作家である来生たかおが、本作8曲目の「白い迷い（ラビリンス）」をセルフカバーし、タイトルを「白いラビリンス（迷い）」として1984年11月1日にシングルリリースしている。来生のこの楽曲は、同年12月1日発売の来生のアルバム『LABYRINTH』にも収録された。
また、編曲はポール・モーリアが担当している。

## 参照
1. 1 2 3 4 5 6 7 8 9 10 11 12 13 14  『POSSIBILITY』（LP）中森明菜、リプリーズ・レコード/
ワーナー・パイオニア、1984年10月10日。L-12592。
2. 1 2  “中森明菜「POSSIBILITY (24bit Digital Remastering)」 - iTunes で「POSSIBILITY (24bit Digital Remastering)」をダウンロード”.  Apple. 2011年3月6日閲覧。
3. 1 2 3  『ALBUM CHART-BOOK COMPLETE EDITION 1970 〜 2005』オリコン・マーケティング・プロモーション、2006年4月25日、455-457、882頁頁。ISBN 4871310779。
4. 1 2 3  オリコンランキング情報サービス「you大樹」
5. 1 2 3 4  “中森明菜オフィシャルサイト » Single”.   Nakamoriakina.com. 2012年3月7日閲覧。
6. ↑  “POSSIBILITY | 中森明菜 | ワーナーミュージック・ジャパン - Warner Music Japan”.  ワーナーミュージック・ジャパン. 2011年8月1日閲覧。
7. 1 2 3 4  馬飼野元宏『Hotwax presents 歌謡曲 名曲名盤ガイド 1980's』シンコーミュージック・エンタテイメント、2006年7月20日、65、220-222頁頁。ISBN 440175106X。
8. ↑  『ANNIVERSARY』（LP）中森明菜、ワーナー・パイオニア、1984年5月1日。L-12591。
9. ↑  (1985年) 中森明菜『BITTER & SWEET』のツアー・パンフレット. ケン企画 (MILKY HOUSE)
10. ↑  『中森明菜写真集 VINGTANS -20 Years Old-』ケン企画、1985年12月24日。
11. ↑  『サザン・ウインド』（EP）中森明菜、ワーナー・パイオニア、1984年4月11日。L-1664。
12. 1 2  クラブハウス『オリコン No.1 HITS 500 1968〜1985 (上) オリコンチャート1位ヒットソング集』クラブハウス、1998年11月1日、214頁。ISBN 4906496121。
13. ↑  『十戒 (1984)』（EP）中森明菜、ワーナー・パイオニア、1984年7月25日。L-1665。
14. 1 2  『北ウイング／リ・フ・レ・イ・ン』（EP）中森明菜、ワーナー・パイオニア、1984年12月15日。L-1667。
15. ↑  “iTunes - ミュージック - 中森明菜「北ウイング / リ・フ・レ・イ・ン(オリジナル・シングル・ジャケット)」”.  Apple. 2012年3月7日閲覧。
16. 1 2  “中森明菜 / ポシビリティ [再発] [CD] [アルバム] - CDJournal.com”.   音楽出版社. 2011年3月6日閲覧。
17. ↑  『AKINA』（4×12cmCD）中森明菜、ワーナーミュージック・ジャパン、1993年11月10日。WPCL-770〜3。
18. ↑  “POSSIBILITY:新品CD:中森明菜:ブックオフオンライン”.  ブックオフオンライン. 2012年10月9日閲覧。
19. ↑  “POSSIBILITY - 中森明菜 - Yahoo!ミュージック”.  Yahoo! JAPAN. 2012年8月9日時点のオリジナルよりアーカイブ。2012年3月24日閲覧。
20. ↑  “中森明菜 / ポシビリティ [紙ジャケット仕様] [限定] [CD] [アルバム] - CDJournal.com”.   音楽出版社. 2012年3月24日閲覧。
21. ↑  “音楽ダウンロード・音楽配信サイト mora 〜“WALKMAN”公式ミュージックストア〜”.  レーベルゲート. 2012年12月9日閲覧。
22. ↑  “中森明菜 / POSSIBILITY AKINA NAKAMORI 7TH ALBUM [SA-CDハイブリッドCD] [紙ジャケット仕様] [限定] [CD] [アルバム] - CDJournal.com”.   音楽出版社. 2012年7月23日閲覧。
23. ↑  『白いラビリンス（迷い）』（EP）来生たかお、キティレコード、1984年11月1日。7DS0085。
24. ↑  “白いラビリンス（迷い） 来生たかお 歌詞情報 - goo 音楽”.  NTTレゾナント. 2012年3月7日閲覧。
25. ↑  『LABYRINTH』（LP）来生たかお、キティレコード、1984年12月1日。28MS-0068。